# Alfred Stooß

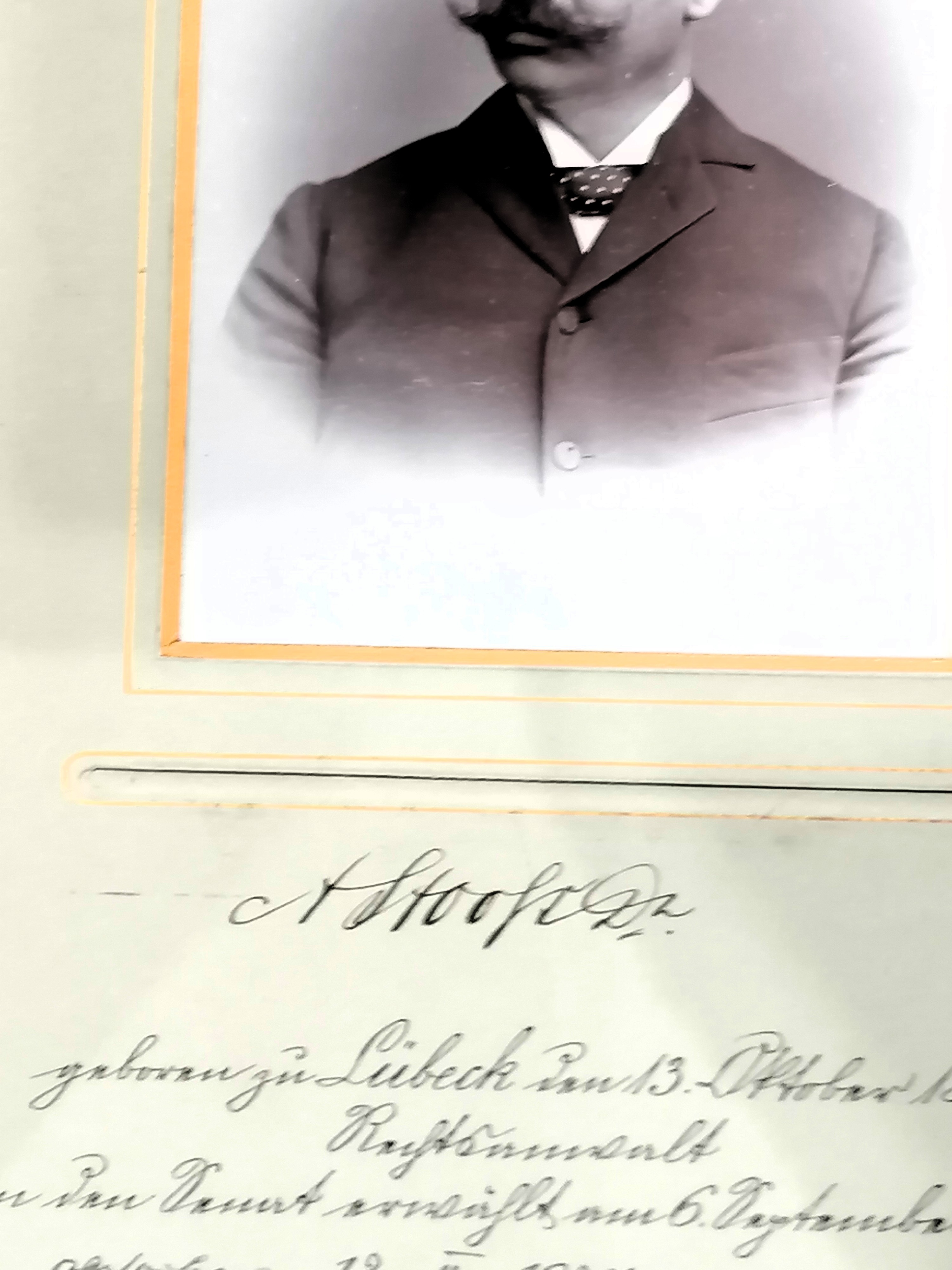
Senator Stooß (1897)

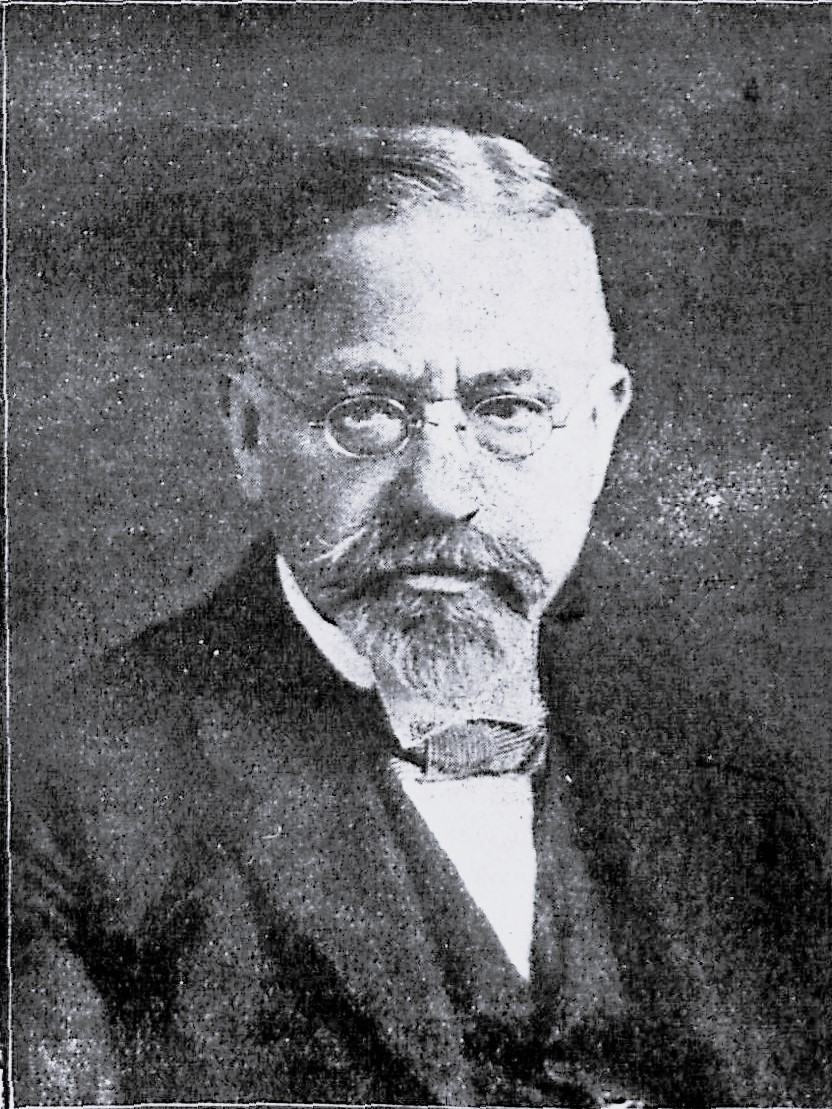
Senator Dr. Aug. Joh. Alfred Stooss.

August Johann Alfred Stooß (* 13. Oktober 1853 in Lübeck; † 12. Februar 1927 in Berlin) war ein deutscher Jurist und Senator der Hansestadt Lübeck.

## Leben
Am 13. Oktober 1853 wurde der Senator als Sohn des damaligen Direktors der Städtischen Gasanstalt geboren. Neben dem Besuch des Katharineums nahm er auf Wunsch seines Vaters, er war einst Lehrer an der Gewerbeschule gewesen, auch an dem Unterricht dieser Anstalt teil. Dadurch eignete er sich Kenntnisse an, die dem Gelehrten ferner zu liegen schienen, die sich ihm später auszahlen sollten. Während seines Studiums wurde er 1873 Mitglied der Burschenschaft Germania Erlangen.
Nach beendetem Studium ließ sich der promovierte Jurist 1877 in seiner Vaterstadt als Rechtsanwalt und Notar nieder.
Im Jahre 1885 wurde er in die Lübecker Bürgerschaft und darauf wiederholt in den Bürgerausschuss gewählt. Es gab dort kaum eine wichtigere Kommissionsberatung, zu deren Teilnahme er nicht berufen wurde. Bereits vor seiner Erwählung in die Bürgerschaft war Stooss bürgerlicher Deputierter bei verschiedenen Behörden.

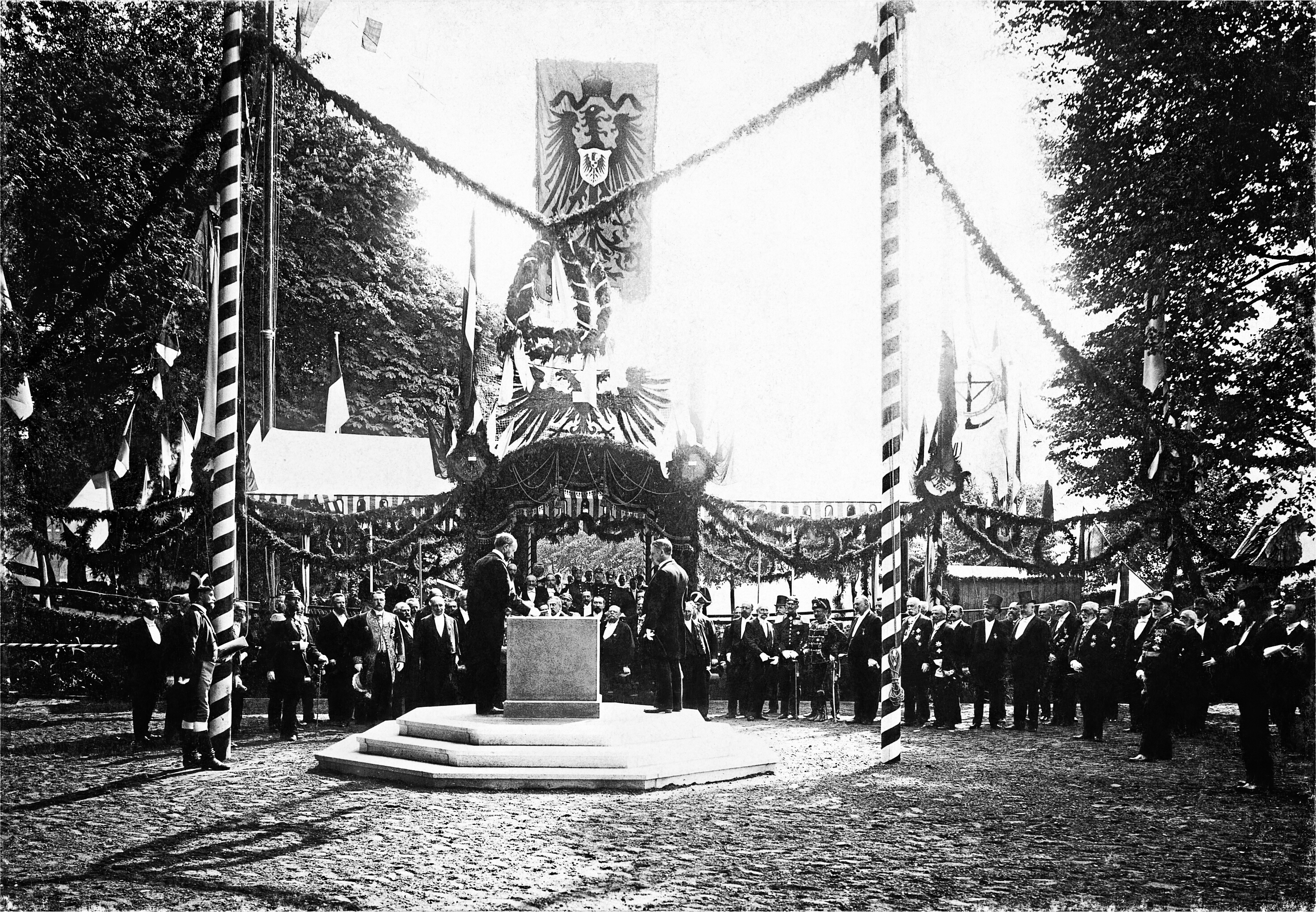
Grundsteinlegung des Elbe-Trave-Kanals

Besonders verdient machte er sich um die Erbauung des Elbe-Trave-Kanals. 1894 wurde er in die Geheimkommission, welche die Beschaffung der Geldmittel zum Bau des Kanals zu beraten hatte, gewählt. Fortan gehörte er der Kanalbaubehörde selbst an. Er nahm am 31. Mai 1895 an den Feierlichkeiten zur Grundsteinlegung des Elbe-Trave-Kanals in der Hansestadt teil. Nach den Schlägen mit dem silbernen Hammer durch den Präses des Kanal-Vereins, Hermann Wilhelm Fehling, schlug er, gefolgt von Emil Possehl den Granitstein.
Am 6. September 1897 wurde er als Nachfolger des kurz zuvor verstorbenen Senators Hermann Rittscher in den Senat gewählt.
In seinen 28 Jahren im Senat erstreckten sich seine Tätigkeiten auf die verschiedenen Verwaltungszweige der Steuerbehörde, des Polizeiamts, des Gesundheitsamts, des Stadt- und Landbauamts, der Armenbehörde, den Disziplinarhof für Beamte, das Werk- und Zuchthaus zu St. Annen, die Justizkommission des Senats, das Verwaltungsgericht, das Feuerlöschwesen, den Denkmalsrat, der Behörde für Wohnungspflege, ...
Seine Hauptgebiete lagen in der Baubehörde, der er ab 1908 vorstand, und in der Behörde für Travemünde.
1917 übernahm er den Vorsitz der Justizbehörde und wurde gleichzeitig Lübecker Kommissar für das Hanseatische Oberlandesgericht in Hamburg. 
Daneben widmete er sich von 1909 bis 1919 den Reichs- und auswärtigen Angelegenheiten und in den Jahren 1917 und 1918 der stellvertretende Bevollmächtigte der „Freien und Hansestadt Lübeck“ im Bundesrat.
1923 erhielt er nicht zuletzt für sein Wirken in der Baubehörde Lübecks höchste Auszeichnung, die Gedenkmünze Bene Merenti. In seine Amtszeit fiel die von der Baubehörde herausgegebene große Bestandsaufnahme Die Bau- und Kunstdenkmäler der Freien und Hansestadt Lübeck.
Mit der Wahl 1925 trat er in den Ruhestand.